# Одеський державний аграрний університет
Одеський державний аграрний університет (ОДАУ) — державний вищий навчальний заклад України IV рівня акредитації, розташований у місті Одесі.

## Загальна інформація
Одеський державний аграрний університет — найстаріший на півдні України державний сільськогосподарський вищий навчальний заклад, провідний навчально-методичний та науковий центр з підготовки висококваліфікованих кадрів для різних галузей сільськогосподарського виробництва Північно-Західного Причорномор'я. Підпорядкований Міністерству аграрної політики та продовольства України. В університеті навчається близько 6000 студентів, з них на денній формі навчання — 2800.
Навчальний процес здійснюють 36 кафедр, на яких працюють 390 науково-педагогічних співробітників, серед яких 40 — доктори наук, професори і 165 — кандидати наук, доценти.
Серед викладачів «Заслужені діячі науки і техніки України», «Заслужені працівники народної освіти України», «Заслужені винахідники України». В університеті працює 40 професорів, з них 32 доктори наук, та 165 кандидатів наук.
За роки існування в університеті підготовлено понад 40 тисяч спеціалістів для нашої країни та зарубіжжя. Крім того, тут пройшли перепідготовку та підвищили кваліфікацію 30 тисяч фахівців сільського господарства, викладачів технікумів і вузів.
Згідно з ліценцією Міносвіти України, на 4 факультетах та 1 інституті університету здійснюється підготовка фахівців за 5 напрямами і 12 спеціальностями:
- аграрні науки та продовольство
  - агрономія
  - захист і карантин рослин
  - садівництво та виноградарство
  - технологія виробництва та переробки продукції тваринництва
  - агроінженерія
- ветеринарна медицина
  - ветеринарна медицина
  - ветеринарна гігієна, санітарія і експертиза
- управління та адміністрування
  - менеджмент
  - маркетинг
  - облік і оподаткування
- соціальні та поведінкові науки
  - економіка
- архітектура та будівництво
  - геодезія та землеустрій

В університеті діє відділ доуніверситетської підготовки та підвищення кваліфікації фахівців. Університет здійснює підготовку науково-педагогічних кадрів через аспірантуру.
Зі всіх спеціальностей, крім ветеринарної медицини, фахівців готують як за денною, так і за заочною формами навчання; зі всіх спеціальностей здійснюється підвищення кваліфікації за базовими напрямками, а зі спеціальності облік і аудит — перепідготовка у напрямку нової професії.
Університет здійснює ступеневу підготовку фахівців і випускає бакалаврів, магістрів та докторів філософії.

## Коротка історія університету

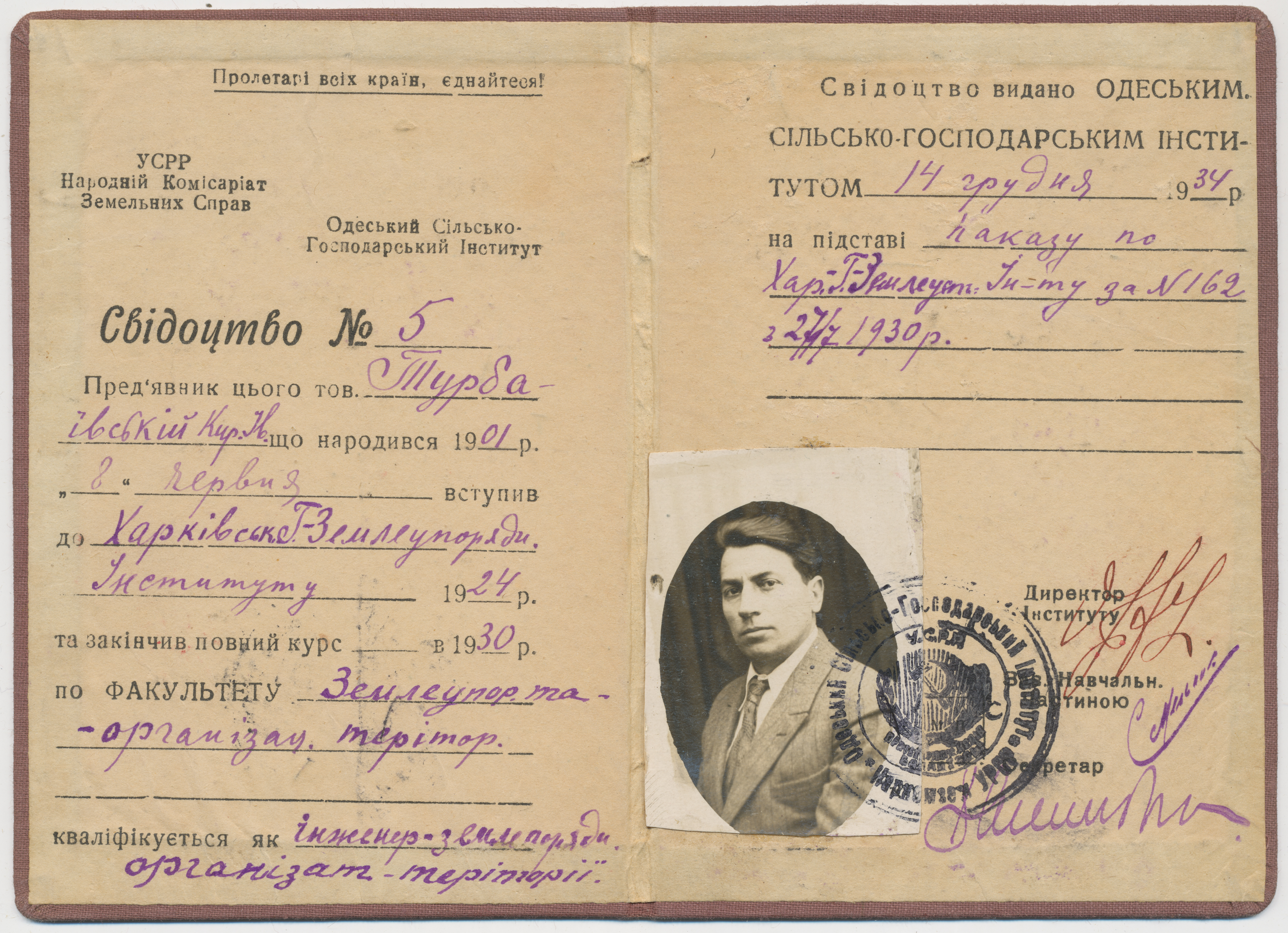
Дипломне свідоцтво зразка 1934 р., видане Турбаївському К. І. (1901—1975), керівнику робіт по посиленню оборони узбережжя і влаштуванню артилерійських позицій на Малій землі.

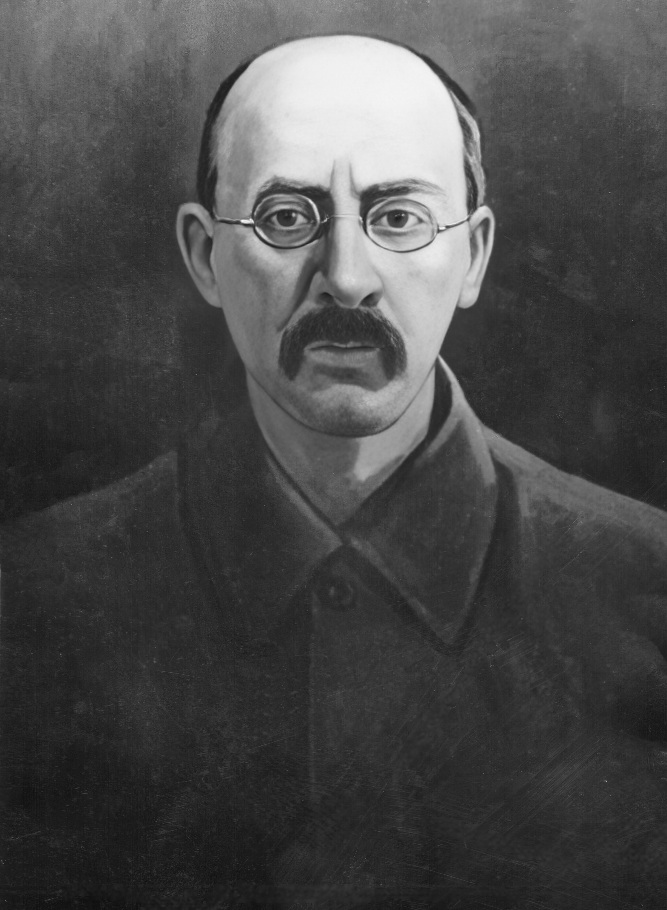
О. Г. Набоких

Об'яви про відкриття в Одесі з 15 січня 1918 року Вищого Сільсько-Господарського Інституту з’явились у листопаді 1917 року. 28 січня 1918 року в присутності студентів, що поступили в ОСГІ, представників Новоросійського університету і різних урядових і громадських установ відбулося урочисте його відкриття. 29 січня 1918 року були прочитані перші лекції. Ініціював, брав активну участь в організації і підготовці відкриття Одеського сільськогосподарського інституту О. Г. Набоких, професор агрономії Новоросійського університету; він особисто розробив «Проект навчальних планів Одеського Вищого Сільсько-Господарського Інституту» і «Правила прийому в студенти ОСГІ».

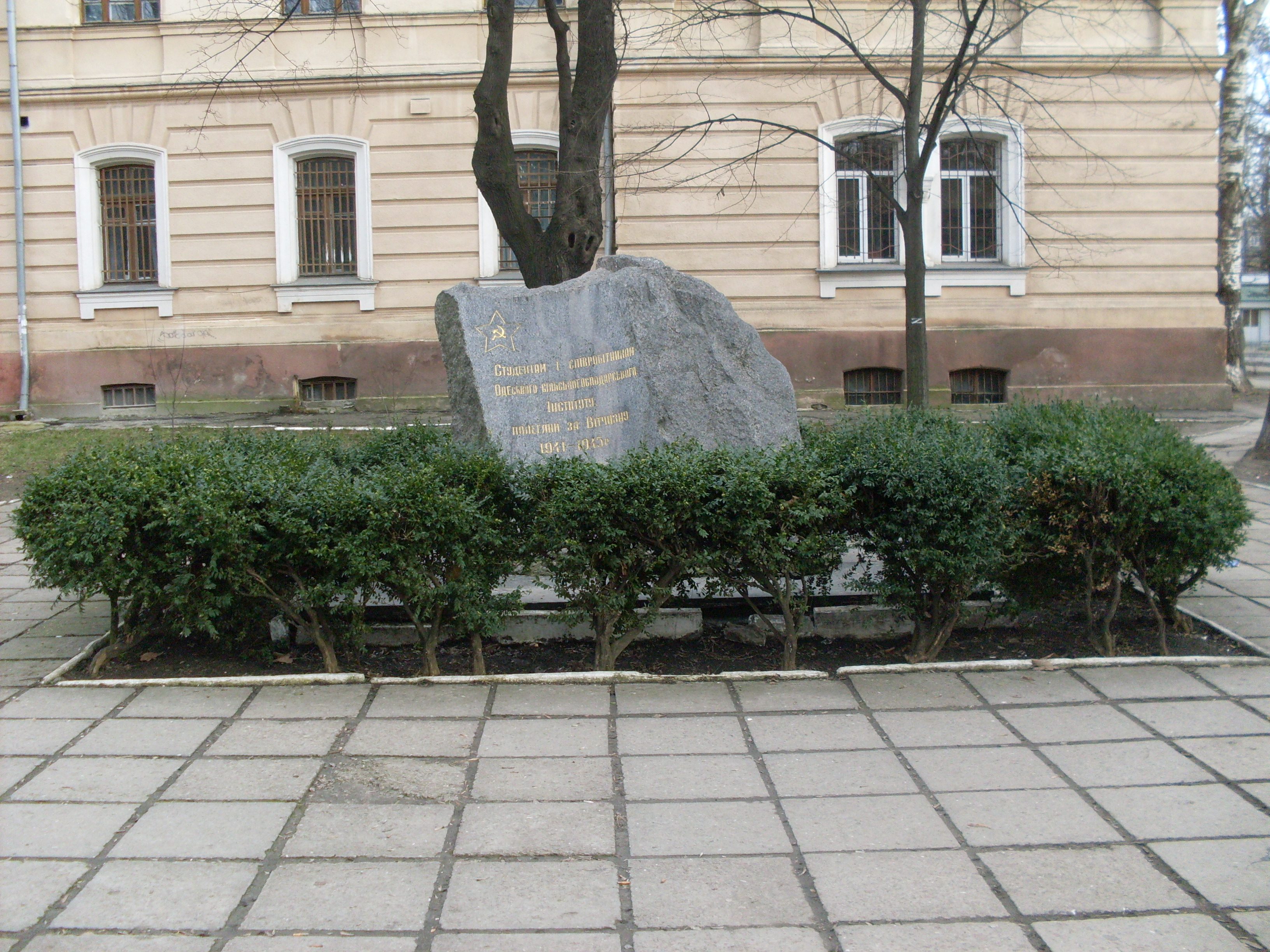
Пам'ятник студентам та викладачам ОДАУ, загиблим під час Німецько-радянської війни

Першим факультетом інституту був агрономічний. Його історія бере свій початок з часу заснування інституту — з 1918 року. І вже в 1921 році був перший прискорений випуск фахівців.
З 1923 року інститут розмістився в будівлі по вул. Канатна в колишньому приміщенні духовної семінарії, нині навчальний корпус № 1. У 1929 році заснований факультет Плодоовочівництва та виноградарства.
У 30-ті роки в ОСГІ влилися Масловський сільськогосподарський технікум, Одеський інститут організації території та Новополтавскій Єврейський сільськогосподарський інститут. Спочатку заняття проводилися в приміщеннях Новоросійського (Одеського) університету і вищих жіночих курсів і тільки в другу зміну. У 1934 році було сформовано зоотехнічний факультет інституту з підготовки спеціалістів-зоотехніків.
В роки Другої світової війни, німецько-румунськими окупантами в будівлі інституту був розміщений військовий госпіталь, а сам інститут перебазувався в навчальний корпус борошномельного інституту (нині академія харчових технологій ім. М. В. Ломоносова) і функціонував як агрономічний факультет Одеського університету. Після звільнення Одеси сільськогосподарський інститут відновив роботу у складі п'яти факультетів: агрономічного, плодоовочівництва та виноградарства, зооінженерного, землевпорядного та ветеринарної медицини.
В 1960 році заснований Економічний факультет, нині найбільший за кількістю студентів в університеті.
У 1986 році відкритий Факультет механізації сільського господарства.
У 2001 році отримав IV рівень державної акредитації і був реорганізований в Одеський державний аграрний університет — підпорядкований Міністерству аграрної політики України.
У 2010 році Агрономічний факультет та Факультет плодоовочівництва та виноградарства об'єднанні в Агробіотехнологічний факультет.

## Факультети, інститут та спеціальності

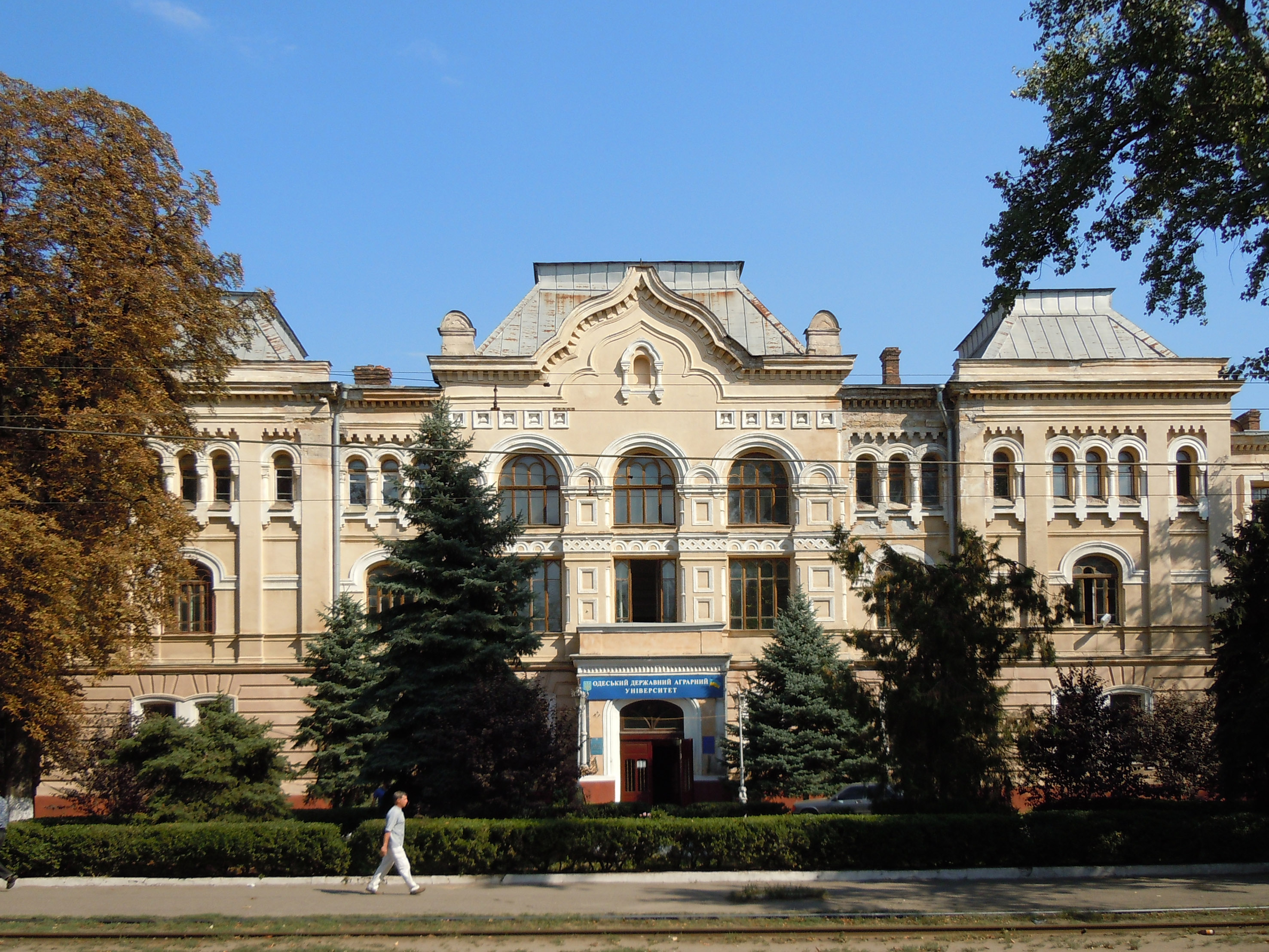
Корпус на вул. Канатній

### Агробіотехнологічний факультет
спеціальності:
- агрономія
- захист і карантин рослин
- садівництво та виноградарство

### Факультет ветеринарної медицини
спеціальності:
- ветеринарна медицина
- ветеринарна гігієна, санітарія і експертиза

### Факультет геодезії, землеустрою та агроінженерії
спеціальності:
- геодезія та землеустрій
- агроінженерія

### Факультет економіки та управління
спеціальності:
- економіка
- менеджмент
- маркетинг
- облік і оподаткування;

### Навчально-науковий інститут біотехнологій та аквакультури
спеціальність:
- технологія виробництва та переробки продукції тваринництва

## Інші структурні підрозділи

### Відділ аспірантури та докторантури
У Одеському державному аграрному університеті діє аспірантура зі спеціальностей:
- 073 Менеджмент
- 201 Агрономія
- 204 Технологія виробництва та переробки продукції тваринництва
- 211 Ветеринарна медицина
- 212 Ветеринарна гігієна, санітарія і експертиза

### Відділення післядипломної освіти
Відділення проводить перепідготовку фахівців, для здобуття другої вищої освіти за заочною формою навчання з таких напрямів:
- Економіка і підприємництво, спеціальність 7.050106 «Облік і аудит».;
- Геодезія картографія та землеустрій, спеціальність 7.070904 «Землевпорядкування та кадастр».

Термін навчання 2 роки.

### Відділ підвищення кваліфікації і працевлаштування випускників
Відділ підвищення кваліфікації і працевлаштування випускників — проводить підвищення кваліфікації сільськогосподарських кадрів за затвердженим Міністерством аграрної політики України планом-графіком. Фінансування за рахунок державного бюджету.
Ліцензований обсяг 1225 за базовими напрямками (спеціальностями):
- Економіка і підприємство
- Менеджмент
- Механізація та електрифікація сільського господарства
- Агрономія
- Зооінженерія
- Ветеринарна медицина
- Геодезія, картографія та землевпорядкування

Підвищення кваліфікації керівних працівників і спеціалістів визначається завданнями аграрного сектора з урахуванням вимог суспільства до кадрового забезпечення галузей, перспективи їх розвитку, сучасних вимог до засобів, форм і методів професійної діяльності.
Крім підвищення кваліфікації прерогативними завданнями відділу є :
- сприяння працевлаштуванню студентів, аспірантів та молодих фахівців — випускників ОДАУ;
- інформування студентів та випускників про вакансії, що пропонуються міською службою зайнятості, агенціями з працевлаштування, підприємствами, організаціями, установами і- фірмами різних форм власності;
- участь в Ярмарках професій, презентаціях, тематичних виставках, що спрямовані на працевлаштування студентів та випускників ОДАУ; проведення співбесід зі студентами, аспірантами та випускниками — кандидатами на вакантні місця, рекомендування їх керівникам підприємств і організацій, з якими укладені договори про співпрацю щодо працевлаштування.

### Приймальна комісія
Приймальна комісія університету розташована за адресою м. Одеса, вул. Пантелеймонівська, 13, кабінет № 101 поштовий індекс: 65012.

## Аграрний вісник Причорномор'я
Аграрний вісник Причорномор'я — фахове видання Одеського державного аграрного університету. Проблематика: проблеми ефективності функціонування АПК, удосконалення аграрних відносин, формування аграрного ринку, фінансово-кредитних відносин в АПК, бухгалтерського обліку, впровадження інформаційних технологій в управління виробництвом. Виходить 5 разів на рік з 1999 року. Видання складається з двох збірників наукових праць: сільськогосподарські та біологічні науки і економічні науки

## Студентське самоврядування
Успішно працює студентське самоврядування. В університетській газеті «Студентські обрії» друкуються матеріали, що в них знаходить відображення життя всіх факультетів навчального закладу.

## Культура та спорт

### Культурний центр
При університеті за ініціативою профспілкової та інших громадських організацій створено культурний центр. В його розпорядженні є сучасний актовий зал на 650 місць, де працюють колективи: фольклорно-етнографічний, народних та бальних танців, вокального і хорового співу. Центр організовує тематичні свята, спектаклі, концерти, вечори відпочинку, дискотеки, зустрічі з ветеранами війн та праці, письменниками, відомими діячами. Тут можна навчитись грі на музичних інструментах, набути корисних навичок.

### Спортивний клуб
Спортивний клуб університету організовує в позанавчальний час спартакіади, роботу спортивних секцій з 14 видів спорту, фізичне виховання в гуртожитках.
Студенти ОДАУ брали участь у Спартакіаді серед ВНЗ III-IV рівня акредитації міста та області з 22 видів спорту. За підсумками 2012—2013 н.р. в загальному заліку зайняли 4-те місце серед ВНЗ області набравши 3803 бали. Жіноча та чоловіча баскетбольні команди університету взяли участь у вищій лізі ВНЗ області, які борються за І-VI місце. В комплексному заліку з 14 видів спорту представники університету посіли V місце. Почесне звання «майстер спорту України» виконали та підтвердили 4 студенти ОДАУ.
Аспірантка економічного факультету Ольга Блануца, капітан одеської команди «Отрада» і збірної команди України з Регбі-7 та аспірантка факультету землевпорядкування Марія Бондар взяли участь у чемпіонаті України з Регбі-7. В результаті команда «Отрада» стала чемпіоном області та чемпіоном кубка Чорного моря.
Університетська жіноча команда з Регбі-7 стала чемпіоном Універсіади ВНЗ України 2013 року, посівши І місце, і здобула право брати участь в Універсіаді ВНЗ Європи.

## Матеріально-технічна база
Університет має добре обладнані навчальні корпуси та гуртожитки, навчально-дослідне господарство, найкрупнішу на півдні України сільськогосподарську бібліотеку, культурний центр, базу відпочинку на березі Чорного моря, їдальні, буфети, студентську поліклініку.

### Навчальні корпуси
Площа навчальних корпусів університету понад 40 тисяч м².
Корпус № 1 вул. Канатна 99
Корпус № 2 вул. Пантелеймонівська 13
Корпус № 3 вул. Генерала Швигіна 3а (так само тут знаходитися ветеринарна клініка)
Корпус № 4 пров. Олександра Матросова 6

### Гуртожитки
Гуртожиток № 1 вул. Семінарська, 9
Гуртожиток № 2 пров. Олександра Матросова, 4 (не існує)
Гуртожиток № 4 вул. Валентини Терешкової, 17
Гуртожиток № 5 вул. Канатна, 98

### Бібліотека
Бібліотека ОДАУ — найбільша на півдні Україні сільськогосподарського напряму, заснована в 1921 р. на базі фондів Товариства сільського господарства Півдня Росії, а також особистих подарунків викладачів інституту — професорів О. Г. Набоких, О. О. Браунера, О. А. Кіпена, С. О. Мельника тощо.

### Спортивно-оздоровчий табір «Лукомор'я»
До структури Одеського державного аграрного університету входить спортивно-оздоровчий табір «Лукомор'я». Табір відпочинку розташований в курортній зоні міста Чорноморськ, в безпосередній близькості до Чорного моря.
Територія табору — це паркова зона, загальна площа якої становить 2,5 га. Для приємного та комфортного відпочинку СОТ «Лукомор'я» пропонує дерев'яні будиночки з 2-х, 3-х, 4-х –місними кімнатами. До послуг відпочиваючих гімнастичний та спортивні майданчики для гри у футбол і волейбол.
Табір відпочинку має власну свердловину глибиною 124 м, що забезпечує безперебійне водопостачання.
На території бази розташована їдальня, де усім відпочиваючим надається 3-х разове комплексне харчування (вартість 3-х разового комплексного харчування включено у ціну відпочинку).

## Міжнародні зв'язки
Впродовж багатьох років науковці університету підтримують творчі зв'язки з вченими-аграрниками різних країн, зокрема Англії, Франції, Німеччини, Болгарії, Польщі, Росії, Іспанії, США.
На умовах співпраці кафедрою рослинництва виконується науково-дослідна програма разом з німецькою компанією НПЦ «Лембке». Програма спрямована на вивчення продуктивності нових сортів та гібридів озимого ріпаку та виробничої перевірки окремих агрозаходів при вирощувані цієї культури.
Діє двохстороння угода між університетом і Люблінською аграрною академією про обмін результатами науково-дослідних робіт, досвідом в галузі застосування методик навчання та науковими кадрами. Науковці факультету землевпорядкування налагодили міжнародні зв'язки з Королівською технічною вищою школою (Швеція).
Вчені університету беруть участь у спільних наукових дослідженнях по міжнародним програмам: « Створення і удосконалення перспективних порід ВРХ Європи», «Американські адекватні рослини, що зустрічаються на Україні», «Контроль за витратами від кореневих гнилей злаків» та інші. Тема «Американські адекватні рослини, що зустрічаються в Україні», яка виконувалась спільно з інститутом ботаніки ім. М. Г. Холодного, одержала грант Міжнародного наукового фонду (фонд Дж. Сороса). Тема «Контроль за витратами від кореневих гнилей злаків» виграла грант в університеті Вірджинія ТСХ СІЛА і фінансується цим університетом.
Щороку для проходження практик за кордон виїжджає понад сто студентів. Виїзд студентів здійснюється за двохсторонніми угодами. У Німеччині і Франції студенти проходять практику при університетах і фермерських господарствах. В Англії студенти працюють виключно у фермерських господарствах.

## Відомі випускники
- Кіщак Іван Теодорович
- Комяхов Василь Григорович
- Рудницький Петро Васильович
- Созінов Олексій Олексійович
- Катющева Катерина Євгенівна

## Відомі співробітники
- Агапова Євгенія Михайлівна — зоотехнік, фахівець у галузі селекції свиней.
- Аксентьєв Борис Миколайович  — ботанік, фізіолог рослин.
- Волянський Богдан Єлисейович  — зоолог, фауніст.
- Жеденов Володимир Миколайович — морфолог, доктор біологічних наук (1944), професор (1944).
- Знойко Дмитро Васильович — вчений-ентомолог.
- Карунський Олексій Йосипович — науковець у галузях тваринництва та зоотехнії, педагог, доктор сільськогосподарських наук.
- Ковбасюк Раїса Федорівна — мікробіологиня, доктор медичних наук (1973), професор (1980).
- Набоких Олександр Гнатович — ґрунтознавець, агроном і фахівець в області фізіології рослин.
- Приблуда Зіновій Ісакович — фізик.
- Хоменко Іван Петрович — палеонтолог.

## Ректори
- 1918—1919 — Точидловський Ігнатій Якович
- 1919—1920 — Сапєгін Андрій Опанасович
- 1920—1925 — Боровиков Георгій Андрійович
- 1925—1930 — Березіков Василь Семенович
- 1930—1933 — Бабак Михайло Костянтинович
- 1933—1937 — Шалімов Йосип Дмитрович
- 1937—1940 — Лозицький Афанасій Лаврентійович
- 1940—1941 — Рубльов Трохим Іванович
- 1944—1946 — Лазаренко Олександр Платонович
- 1946—1958 — Вербін Яким Якимович
- 1959—1968 — Мельник Сергій Олексійович
- 1968—1976 — Самойленко Іван Степанович
- 1976—1978 — Ушачов Іван Григорович
- 1978—1996 — Цуканов Юрій Семенович
- 1996—2018 — Корлюк Сергій Сергійович
- З 2019 — Брошков Михайло Михайлович